# 兰陵县
蘭陵縣，旧称苍山县，是中国山东省临沂市所辖的一个县。总面积为1899.86平方公里。縣人民政府駐蘭陵路東段。

## 歷史
历史上兰陵县的地域范围曾多次发生变化。公元前261年楚国占领兰陵，始置兰陵县（位于今兰陵镇）。汉朝时，为东海郡襄贲县、兰陵县辖境。公元291年兰陵郡从东海郡中析置。隋时废兰陵郡，分属临沂县、兰陵县。唐时分属河南道沂州之临沂县、丞县。宋代属京东东路临沂县和丞县。金时分属山东东路临沂县和山东西路邳州兰陵县。
兰陵县在元代取消，分属益都路峄州和沂州临沂县。明清时期分属沂州府兰山县、费县、郯城县。民国时期县境分属临沂县六、七、八区，郯城县四、五区，费县二、七区。
1947年3月，为了纪念1933年7月中国共产党领导的“苍山暴动”，中共鲁南区委决定在卞庄设立苍山县。1948年2月，鲁南区委又设立了新的兰陵县，驻地位于台儿庄。1953年7月撤销兰陵县，其地併入蒼山縣與嶧縣，隶属临沂地区。
2013年12月27日，国务院批准苍山县更名兰陵县；2014年1月8日民政部同意并批复苍山县更名为兰陵县。21日起，苍山县更名为兰陵县揭牌仪式举行。苍山县更名后，機構和編制沒有變更，未過期的「蒼山縣」證件依然可以使用，無須申請更換。
2001年1月5日，14个镇、14个乡合并为14个镇、7个乡。2009年9月21日，卞庄镇改为卞庄街道。2010年，沂堂镇划归罗庄区管辖，鲁城乡和矿坑乡升为镇。2011年11月，二庙乡并入长城镇。层山镇并入庄坞镇，兴明乡并入向城镇，三合乡和卞庄街道的22个村合并为芦柞镇，贾庄乡和卞庄街道的49个村合并为金岭镇。

## 人口
根據第七次全国人口普查數據，截至2020年11月1日零時，蘭陵縣常住人口為1104391人。与2010年第六次全国人口普查的1161932人相比，十年共减少57541人，年平均下降率为0.51%。 全县共有家庭户377415户，集体户6458户，家庭户人口为1081441人，集体户人口为22950人。

## 地理
位于东经117°41"~118°18"，北纬34°37′~35°06"之间。地处山东省西南部，东与罗庄区及郯城县接壤，南与江苏省邳州市毗邻，西与枣庄市市中區和嶧城區为邻，北与费县交界，地势自西北高东南低，海拔40~580米，属暖温带季风区域大陆性气候，年平均气温13.5度，年平均降水量835.3毫米，降雨集中在5~9月。属淮河流域，主要河流有吴坦河、西泇河、陶沟河、汶河、燕子河等5条，径流总量6.1亿立方米，境内最大河流西泇河长39千米，流域面积640平方千米。境内已探明的矿产资源有25种，其中铁矿储量约10亿吨。石膏已探明储量11.26亿吨。石英砂岩资源总量约3亿吨。

## 經濟
2020年蘭陵縣实现地区生产总值280.49亿元，同比增长4.1%。其中第一产业增加值68.98亿元，同比增长3.7%；第二产业增加值60.77亿元，同比增长5.1%；第三产业增加值150.74亿元，同比增长3.9%。三次产业结构比为24.6：21.7：53.7。

## 行政区划
兰陵县下辖2个街道办事处、14个镇、1个乡：
卞庄街道、苍山街道、大仲村镇、兰陵镇、长城镇、磨山镇、神山镇、车辋镇、尚岩镇、向城镇、新兴镇、南桥镇、庄坞镇、鲁城镇、矿坑镇、芦柞镇和下村乡。

## 交通
- 206国道过境。
- 京沪高速过境。
- 岚曹高速过境。
- 枣临铁路过境，设有兰陵北站。

## 名人
- 刘建永（1978年10月28日- ），中国当代著名调查记者、著名律师、作家、社会活动家[9]。
- 杨建利（1963年7月15日—），中国当代著名人权捍卫者、著名人权活动家[10][11]。
- 韦唯（1963年- ），中国内地女歌手、声乐表演艺术家、作曲人，国家一级演员。1989年，韦唯在央视春节联欢晚会上演唱《爱的奉献》后开始走红。1990年，韦唯和刘欢在第十一届北京亚运会开幕式上合唱的歌曲《亚洲雄风》唱响大江南北[12]。
- 王鼎钧（1925年- ），中国台湾作家、散文家，现居纽约[13]。